# PGC 1415034
LEDA/PGC 1415034 ist eine Galaxie im Sternbild Löwe auf der Ekliptik, die schätzungsweise 183 Millionen Lichtjahre von der Milchstraße entfernt ist. Im selben Himmelsareal befinden sich u. a. die Galaxien NGC 3908, IC 735, IC 736, IC 737. 